# Krasny Krym (1915)
Le Krasny Krym (« Crimée rouge ») est un croiseur léger de la classe Svetlana construit pour la marine impériale russe à partir de 1913. Il passe avant son achèvement dans la marine soviétique, dans laquelle il entre en service en 1928. Après s’être illustré pendant le siège de Sébastopol, il devient un navire d’entraînement après la guerre avant d’être retiré du service en 1954 et démantelé quelques années plus tard.

## Historique
La construction du navire débute en 1913 sous le nom de Svetlana. Les soviétiques s’en emparent en 1917 alors qu’il est presque achevé et se trouve à Saint-Petersbourg. Il est renommé Klara Zetkin en 1920, puis Sovnarkom et enfin Profintern en 1924. Pendant tout ce temps il reste inachevé et ce n’est qu’à ce moment que les travaux reprennent. Ceux-ci durent quatre ans, une partie de la conception originale étant modifiée, la structure étant par exemple renforcée pour permettre la navigation à travers les glaces.
Peu après 1929, le navire est transféré en mer Noire puis fait l’objet d’une refonte entre 1936 et 1937. En 1939, il est encore une fois renommé et prend le nom de Krasny Krym. Il participe en 1941 à la défense du port de Sébastopol, ce qui lui vaut de recevoir le titre honorifique de croiseur de la Garde en juin 1942. Il mène par ailleurs l’escadre qui participe à la libération de la ville en mai 1944.
En mars 1945, le Krasny Krym devient un navire d’entraînement, puis sert de caserne flottante à Odessa jusqu’à son retrait du service en 1954.

## Caractéristiques
Le Krasny Krym est un croiseur léger de 158,4 m de long pour 15,36 m de large, pour un tirant d’eau de 5,6 m et un déplacement de 6 833 t, pouvant aller jusqu’à 7 999 t à charge maximale. Il est propulsé par des turbines à vapeur entraînant deux arbres, avec une puissance totale de 50 000 shp lui permettant d’atteindre une vitesse maximale de 29 kn. Du fait de son achèvement tardif, il diffère visuellement des autres navires de sa classe par la présence d’un trépied sur lequel se trouvent les organes de contrôle du tir, au lieu d’un simple mât. La structure est également renforcée pour lui permettre de naviguer à travers les glaces.
À partir de la refonte de 1937, l’armement est composé de quinze canons de 130 mm, de six canons de 100 mm en affût doubles, de quatre canons de 45 mm et dix de 37 mm. S’y ajoutent deux lance-torpilles triples de 530 mm et un hydravion K-1. Auparavant, le navire possédait quatre canons de 75 mm en affût simples à la place des canons de 100 mm. Le blindage est de 25 mm pour le pont principal, 51 mm pour les tourelles et pour la tour de commandement76 mm.